# My Arms Keep Missing You
My Arms Keep Missing You è un brano del cantante britannico Rick Astley pubblicato il 28 novembre 1987 nell'album Whenever You Need Somebody e presente come lato B nel singolo When I Fall in Love. Il brano fu anche pubblicato come singolo indipendente in Germania, dove raggiunse la sesta posizione. Inoltre fu inserito nell'album rimasterizzato del 2010 Hold Me in Your Arms come bonus track.

## Tracce
12" vinyl promo RCA RICK 1000 DJ
1. My Arms Keep Missing You
2. My Arms Keep Missing You (Dub)

12" vinyl RCA PT 41684 R
1. My Arms Keep Missing You (Bruno's Mix) - 6:11
2. My Arms Keep Missing You - 6:45
3. When I Fall in Love - 3:02

## Cover
- Nel 1995, la boy band olandese Caught in the Act pubblica una cover del brano rinominandola My Arms Keep Missing You (...Of Love).
- Nel 2006, il cantante belga Danzel, pubblica una cover del brano.